# Michael Kenney
Ne doit pas être confondu avec Mick Kenney.
Michael Kenney est principalement connu pour avoir interprété les parties de claviers du groupe anglais Iron Maiden. Il a été également le technicien basse de Steve Harris.

## Discographie

### Iron Maiden
- Seventh Son of a Seventh Son (1988)
- Maiden England (1988)
- No Prayer for the Dying (1990)
- Fear of the Dark (1993)
- Live at Donington (1993)
- A Real Live One (1993)
- A Real Dead One (1993)
- The X Factor (1995)
- Virtual XI (1998)
- Brave New World (2000)
- Rock in Rio (2001)
- Death on the Road (2005)
- Iron Maiden: Flight 666 (2009)

### The Iron Maidens
- The Iron Maidens: World's Only Female Tribute to Iron Maiden (2006 Japan release)
  - Seventh Son of a Seventh Son (Live)
- Route 666 (2007)
  - DVD Portion